# STS-104
STS-104, voluit Space Transportation System-104, was een spaceshuttlemissie van de Atlantis naar het Internationaal ruimtestation ISS. Tijdens de missie werd de Quest Joint Airlock module gekoppeld aan het ruimtestation. Deze module dient als luchtsluis voor ruimtewandelingen.

## Bemanning
| Positie            | Lancering                         | Landing                           |                               |
| ------------------ | --------------------------------- | --------------------------------- | ----------------------------- |
| Bevelhebber        | Steven Lindsey 3e ruimtevlucht    | Steven Lindsey 3e ruimtevlucht    |                               |
| Piloot             | Charles Hobaugh 1e ruimtevlucht   | Charles Hobaugh 1e ruimtevlucht   |                               |
| Missiespecialist 1 | Michael Gernhardt 4e ruimtevlucht | Michael Gernhardt 4e ruimtevlucht |                               |
| Missiespecialist 2 | Janet Kavandi 3e ruimtevlucht     | Janet Kavandi 3e ruimtevlucht     | Janet Kavandi 3e ruimtevlucht |
| Missiespecialist 3 | James Reilly 2e ruimtevlucht      | James Reilly 2e ruimtevlucht      | James Reilly 2e ruimtevlucht  |

## Media

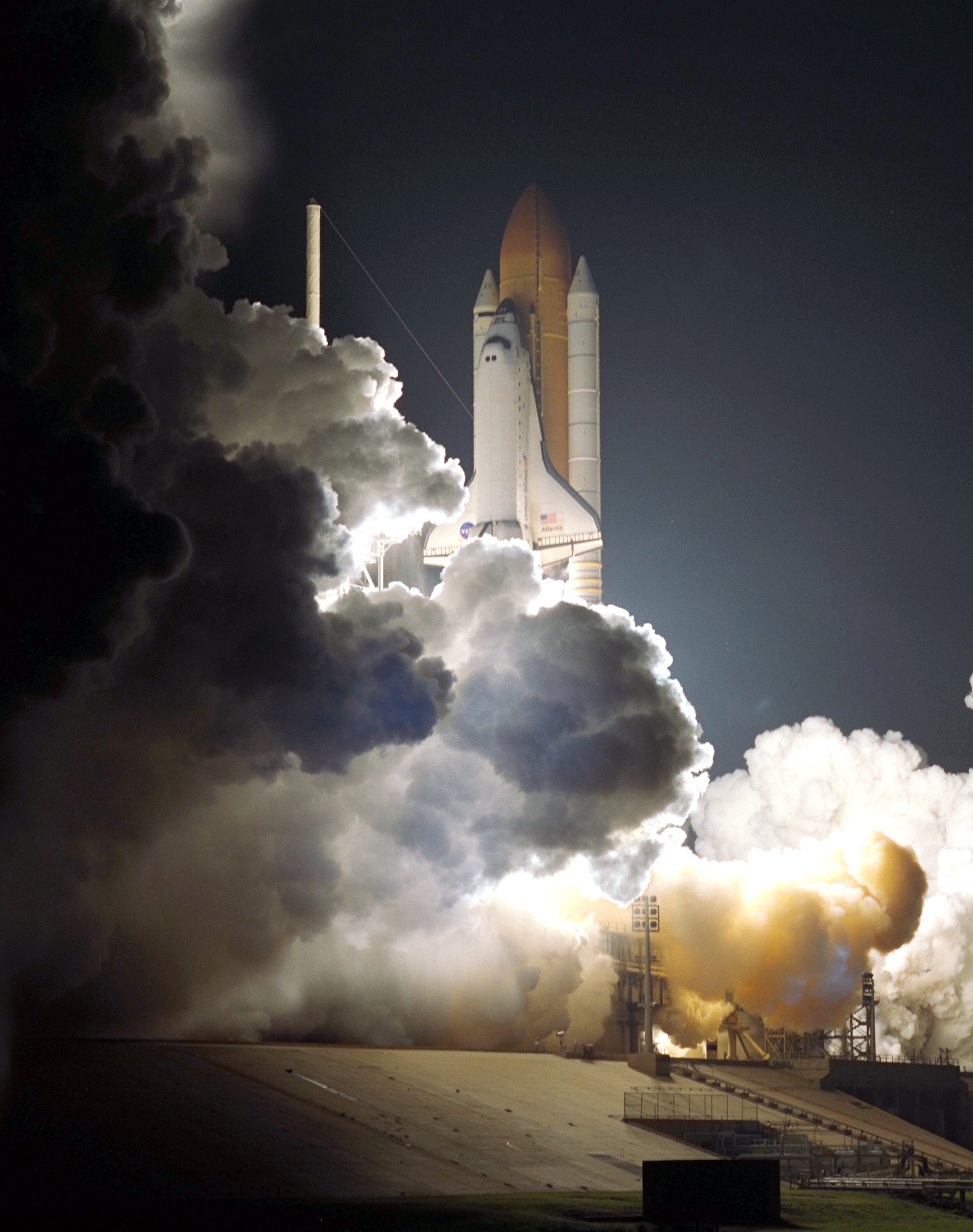
Lancering
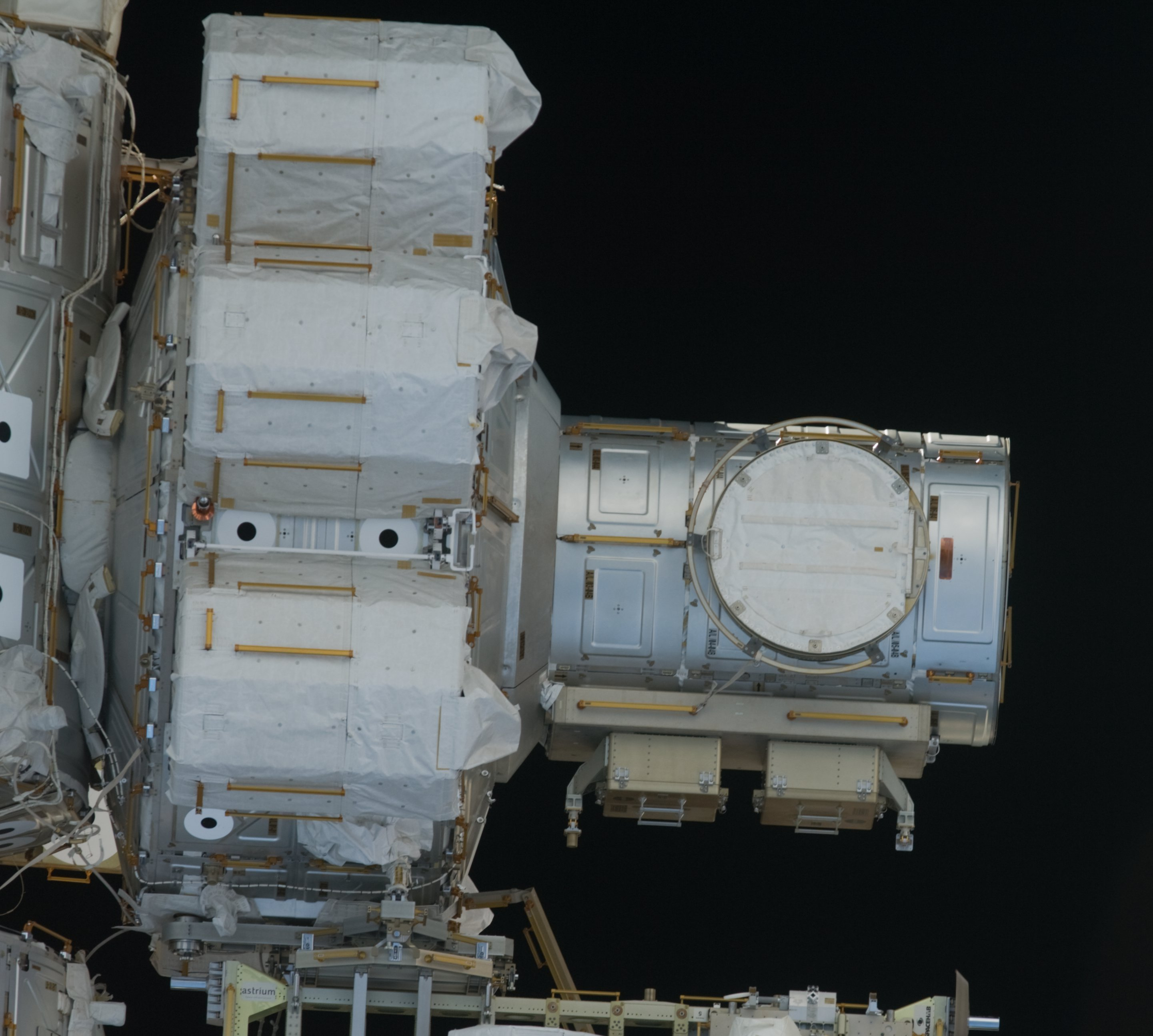
De Quest Joint Airlock module

STS-51-J · STS-61-B · STS-27 · STS-30 · STS-34 · STS-36 · STS-38 · STS-37 · STS-43 · STS-44 · STS-45 · STS-46 · STS-66 · STS-71 · STS-74 · STS-76 · STS-79 · STS-81 · STS-84 · STS-86 · STS-101 · STS-106 · STS-98 · STS-104 · STS-110 · STS-112 · STS-115 · STS-117 · STS-122 · STS-125 · STS-129 · STS-132 · STS-135